# Tanjung Bungo (Kampar Timur)
Tanjung Bungo is een bestuurslaag in het regentschap Kampar van de provincie Riau, Indonesië. Tanjung Bungo telt 1926 inwoners (volkstelling 2010).